# Trigésima Ceremonia de los Premios de la Asociación de Críticos de Televisión
La 30a ceremonia de los Television Critics Association Awards, otorgados por la Television Critics Association, ha tenido lugar el 19 de julio de 2014 y ha premiado los programas televisados difundidos durante la temporada 2013-2014.
Los nominaciones fueron realizadas el 27 de mayo de 2014.

## Galardonados
Nota : el símbolo « ♕ » recuerda el ganador del año precedente 

### Serie del año
- Breaking Bad ♕
  - Game of Thrones
  - The Good Wife
  - Orange Is the New Black
  - True Detective

### Mejor serie dramática
- The Good Wife
  - The Americans
  - Breaking Bad
  - Game of Thrones ♕
  - House of Cards

### Mejor serie cómica
(ex-æquo)
- Louie
- Veep
  - The Big Bang Theory ♕
  - Brooklyn Nine-Nine
  - The Mindy Project

### Mejor serie estrenada
- Orange Is the New Black
  - Brooklyn Nine-Nine
  - Fargo
  - Sleepy Hollow
  - True Detective

### Mejor mini-serie o mejor téléfilm
- True Detective
  - American Horror Story: Coven
  - Broadchurch
  - Fargo
  - The Returned

### Mejor actuación individual en una serie dramática
- Matthew McConaughey por el rol de Rust Cohle en True Detective
  - Bryan Cranston por el rol de Walter White en Breaking Bad
  - Julianna Margulies por el rol de Alicia Florrick en The Good Wife
  - Tatiana Maslany por el rol de los clones en Orphan Black ♕
  - Matthew Rhys por el rol de Philip Jennings en The Americans

### Mejor actuación individual en una serie cómica
- Julia Louis-Dreyfus por el rol de Selina Meyer en Veep
  - Louis C.K.  por el rol de Louie en Louie ♕
  - Mindy Kaling por el rol de Mindy Lahiri en The Mindy Project
  - Jim Parsons por el rol de Sheldon Cooper en The Big Bang Theory
  - Amy Poehler por el rol de Leslie Knope en Parks and Recreation

### Mejor emisión de telerrealidad
- RuPaul's Drag Raza
  - The Amazing Raza
  - Shark Tanque ♕
  - Survivor
  - The Voice

### Mejor emisión de información
- Cosmos: Spacetime Odyssey
  - 60 Minutos
  - CBS News Sunday Morning
  - The Daily Show with Jon Stewart
  - Frontline

### Mejor programa infantil
- The Fosters
  - Adventure Time
  - El Pueblo de Dany (Daniel Tiger's Neighborhood)
  - 1, calle Sésamo (Sesame Street)
  - Switched (Switched at Birth)

### Premio herencia
- Saturday Night Live
  - Lost : #Desaparecer (Lost)
  - South Park
  - Star Trek (Star Trek: The Original Series)
  - Twin Peaks

### Premio a la trayectoria
- James Burrows
  - Mark Burnett
  - Valerie Harper
  - Jay Leno
  - William Shatner

## Estadísticas

### Múltiples nominaciones
4 : True Detective
3 : Breaking Bad, The Good Wife
2 : The Americans, The Big Bang Theory, Brooklyn Nine-Nine, Fargo, Game of Thrones, Louie, The Mindy Project, Naranja Is the New Black, Veep

### Múltiples premios
2 : True Detective, Veep